# Dundrum (Dublín)
Dundrum (irlandès Dún Droma, la fortificació a la cresta) era una ciutat de ple dret però avui dia és un suburbi de Dublín al comtat de Dún Laoghaire-Rathdown, a la República d'Irlanda.

## Història

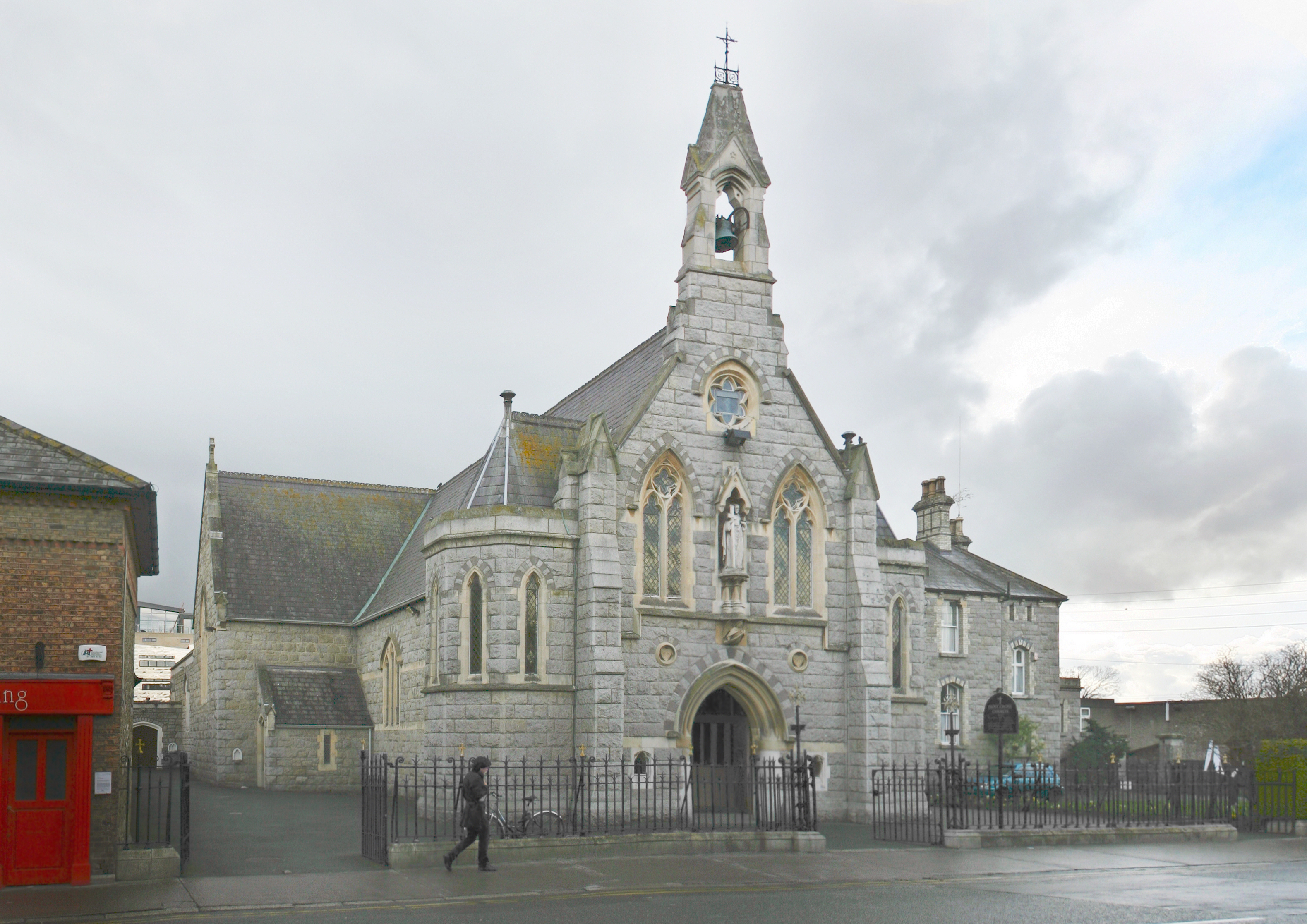
Església de la Sagrada Creu

Una de les primeres mencions de la zona es refereix a la ubicació originària de l'Església de Sant Nahi al segle viii en el lloc on hi ha actualment l'església que es va construir en el segle xviii. L'antic nom de Dundrum és "Taney", que es deriva de Tigh Naithi que vol dir la casa o el lloc de Nath Í.
Recents excavacions arqueològiques prop de l'església han revelat tres recintes associats a l'església, els primers daten del segle vi, i una troballa significatiu va ser un gerro Flemish Redware gairebé complet del segle xiii.
La primera referència al topònim de Taney apareix en la Carta de Sant Laurence O'Toole a Christchurch en 1178 com a "meitat de Rathnahi" i l'any següent en una butlla papal del Papa Alexandre III al mateix arquebisbe com "Medietatem de Tignai". Les variacions de l'ortografia continuar fins al segle xvi.
Quan els Hiberno-Normands hi arribaren el 1169 es van construir tota una sèrie de fortificacions al voltant de Dublín. Es va construir un castell a Dundrum com a part d'aquesta sèrie al voltant del segle xiii. Cap 1590 s'hi va construir un nou castell per Richard Fitzwilliam com a part d'una línia estratègica de castells al que anomenaven The Pale. La vila original es va construir al voltant del castell i era considerada una defensa rural contra els assalts de les tribus irlandeses dels O'Tool i els O'Byrne. Cap a 1619 William FitzWilliam, 3r vescomte FitzWilliam va rebre el castell en reconeixement del seu valor en la defensa contra aquests assalt però en fou expulsat el 1642. Va tornar el 1646 però en fou expulsat definitivament el 1653. La seva família s'hi va mantenir fins al 1790. El castell mai no tornà a ser ocupat i a les seves ruïnes hi ha un centre comercial. Excavacions recents de 1989 van treure terrissa verda vidriada coneguda com a Leinster Ware, cloïsses d'ostres i musclos, ossos d'animals i fragments de ceràmica de la Saintonge, potser usada per a guardar vi.
L'arribada de Richard Fitzwilliam i la construcció del castell iniciaren l'activitat comercial a la regió. La vila era ben coneguda com a "The Manor Mill" on el blat es converteix en farina. Un corrent d'aigua propera era fet servir per al molí paperer i per a la forja de ferro.
El 1813 s'hi va construir l'església catòlica de Main Street. Cap al 1878 fou substituïda per un edifici més gran i un mercat quan Dundrum es va constituir en una nova parròquia de l'àrea de Booterstown. Es va ampliar la zona construïda el 1956. L'església és d'estil gòtic amb granit de Dublin i pedres de Bath i Portland per a envoltar finestres i portes.

## Personatges
- Stephen Roche